# Campeonato Alemán de Fútbol 1907
El Campeonato Alemán de Fútbol 1907 fue la quinta edición de dicho torneo. Participaron 6 equipos campeones de las ligas regionales de fútbol del Imperio alemán, el defensor del título, Leipzig también ganó su liga regional.

## Fase final

### Cuartos de final
| Düsseldorfer FC 99 | 1 – 8 | SC Victoria Hamburg |

| BFC Viktoria 1889 | 2 – 1 | SC Schlesien Breslavia |

Freiburger FC y Leipzig clasificaron automáticamente a las semifinales.

### Semifinales
| Freiburger FC | 3 – 2 | Leipzig |

| SC Victoria Hamburg | 1 – 4 | BFC Viktoria 1889 |

### Final
| Freiburger FC | 3 – 1 | BFC Viktoria 1889 |

|                                  |
| Campeón Freiburger FC 1.o título |